# سن خوزه د مایو

سن خوزه د مایو (به اسپانیایی: San José de Mayo) شهری در کشور اروگوئه، استان سن خوزه است که جمعیت آن در سرشماری سال ۲۰۰۴ میلادی ۳۶٬۳۳۹ نفر بوده‌است.